# Paralives
Paralives é um futuro jogo eletrônico independente de simulação de vida para Windows e macOS desenvolvido pela Paralives Studio para Windows e macOS. O jogo, fortemente inspirado em The Sims, apresenta construção e gerenciamento de casas em uma pequena cidade. O lançamento está previsto para acesso antecipado em 8 de dezembro de 2025.

## Jogabilidade
Paralives acontece em um mundo aberto com oportunidades de emprego e diversos eventos, como festivais. Os jogadores podem construir casas, criar personagens e controlar suas vidas da maneira desejada.
O criador do personagem, intitulado como "Paramaker", permite a customização da aparência com controles deslizantes e roda de cores como opções. Os jogadores podem fazer alterações no físico e na altura e, usando a roda de cores, a raiz e a tonalidade do cabelo podem ser alternadas conforme pretendido. Um sistema semelhante existe para objetos e construções, permitindo ao jogador ajustar o tamanho, posicionamento e cor das paredes, pisos, janelas, portas e móveis. O aspecto de simulação do jogo apresenta “cartas de conjunto” que aparecem aos jogadores depois que uma “barra de conjunto” é preenchida durante a conversa de um personagem.

## Desenvolvimento
Paralives foi criado pelo desenvolvedor de jogos independente Alex Massé. Depois de trabalhar em vários projetos, como o Tuber Simulator de PewDiePie e uma série de demonstrações para o Project Tiny, Massé tomou a decisão de deixar seu emprego e desenvolver Paralives regularmente. O desenvolvimento do jogo começou em janeiro de 2019 e foi anunciado oficialmente em junho de 2019.
Inicialmente, Paralives era um projeto solo, mas Massé contratou pessoas para trabalhar no jogo: Léa Sorribès, Christine Gariépy e Anna Thibert, formando o Paralives Studio. Em maio de 2021, a equipe era composta por dez pessoas no total após a contratação de um compositor musical. Massé achava que os jogos de simulação de vida anteriores não possuíam uma ferramenta que permitisse a criação fácil e precisa de qualquer casa no jogo, o que o levou a projetar Paralives para oferecer uma sensação de personalização infinita. Ele se inspirou na ferramenta rodoviária encontrada em Cities: Skylines, e tentou fazê-la funcionar em Paralives, pensando que serviria bem para colocar paredes e construir casas. Os desenvolvedores incorporaram a técnica de animação processual, que envolve reações automáticas baseadas em animações previamente criadas, para evitar a necessidade de animar todas as situações possíveis e economizar tempo de desenvolvimento. 
Considerando que o jogo está sendo financiado através da plataforma de financiamento coletivo Patreon, os patrocinadores são convidados a propor sugestões sobre que tipo de conteúdo gostariam de ver no lançamento completo. Massé foi influenciado pelo sucesso de Ooblets no serviço e decidiu aderir também, admirando o apoio que teve apenas desde a arte conceitual e a ideia. Ele esperava que a página do Patreon ajudasse no desenvolvimento o suficiente para contratar outro artista. Em novembro de 2023, continha cerca de 15.000 apoiadores e ganhava mais de US$ 35.000 por mês. Segundo Massé, existe um documento com 100 páginas chamado “Parabook”, contendo todas as ideias coletadas até agora. O plano de Massé é lançar o jogo em acesso antecipado na Steam e, em seguida, apoiar o jogo com atualizações e modificação gratuitas, onde as pessoas compartilhariam seus designs no Steam Workshop.

## Prêmios e indicações
- Canadian Game Devs 2020 - Vencedor do jogo canadense mais esperado[12]